# کاوازاکی نینجا زدایکس-فور.آر
کاوازاکی نینجا زدایکس-فور. آر (به انگلیسی: Kawasaki Ninja ZX-4R) یک موتورسیکلت چهارسیلندر ژاپنی با حجم ۳۹۹ سی‌سی و توان ۷۶ اسب بخار در کلاس موتور اسپرت محصول کمپانی کاوازاکی که در سال ۲۰۲۳ معرفی شد.

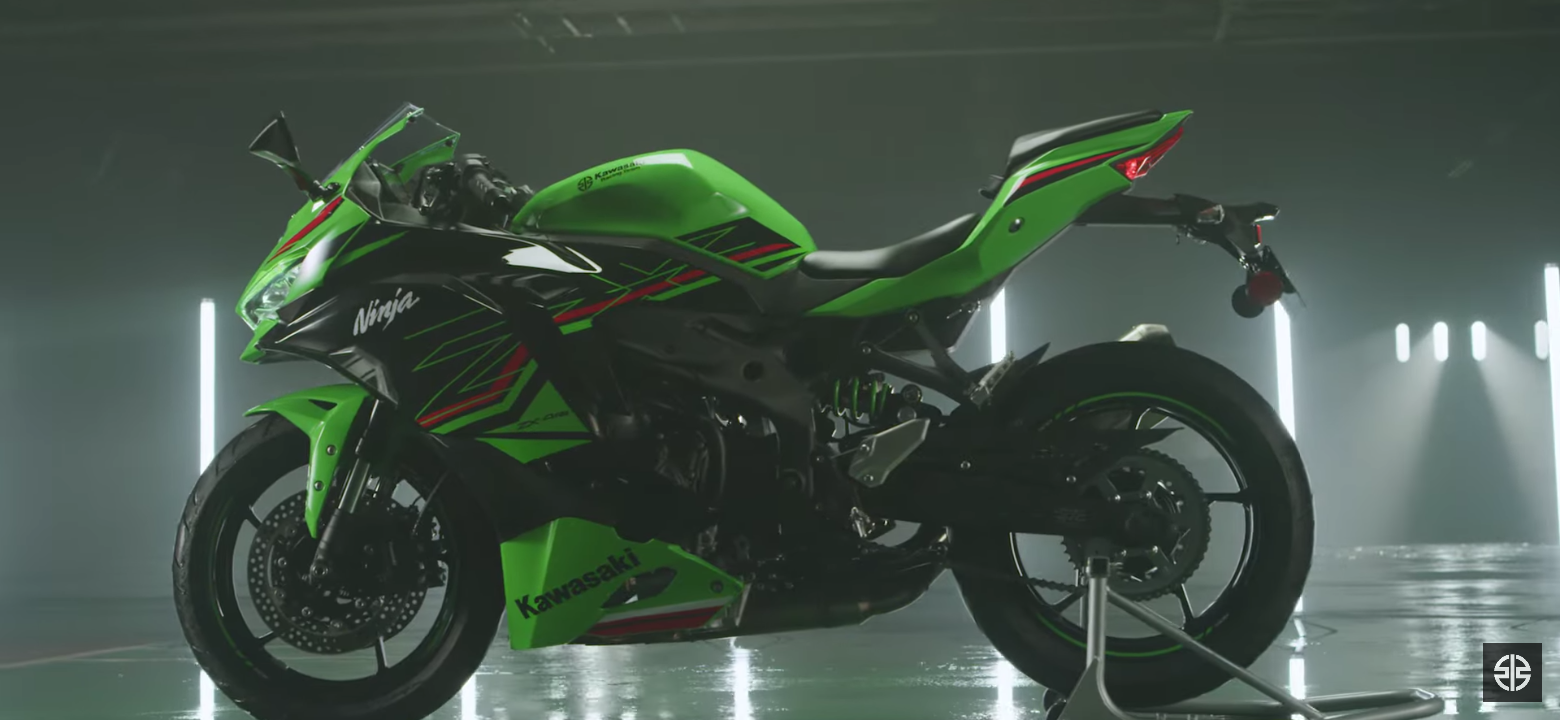

این موتورسیکلت تنها موتورسیکلت اسپرت جاده‌ای مدرن است که دارای موتور چهار سیلندر خطی با حجم جابجایی ۴۰۱ سانتی‌متر مکعب است، بنابراین موتوری با حجم بسیار کم اما با تقسیم‌بندی چند سیلندره است. موتور در جلوی چرخ دنده نصب شده و توسط یک سیستم تزریق الکترونیکی غیرمستقیم چند نقطه‌ای با ۴ انژکتور با توزیع ۱۶ سوپاپ، انژکتور برای هر سیلندر، تغذیه می‌شود. این موتور حدود ۵۷ کیلووات (۷۷ اسب بخار)، ۴۲ نیوتن متر گشتاور و حداکثر دور موتور در ۱۶٫۰۰۰ دور در دقیقه ارائه می‌دهد. سیستم Ram Air در سرعت‌های بالا قدرت را به ۸۰ اسب بخار افزایش می‌دهد.